# Ружник
Ружник — в Российской империи, духовное лицо, состоящее в ружном штате, то есть служащее в причте церковного прихода, монастыре или архиерейском доме, которые не имели своей земли и потому получали «ругу»: выдачу в виде денег или натурой («хлебные руги»).
Руга могла выплачиваться как государством (царская руга), так и прихожанами. В последнем случае, сборщики руги (обычно сам причт), также назывались ружниками. Словарь Фасмера также приводит значение «дружка невесты», который несёт её приданое в дом молодожёнов.